# Depressão (geografia)

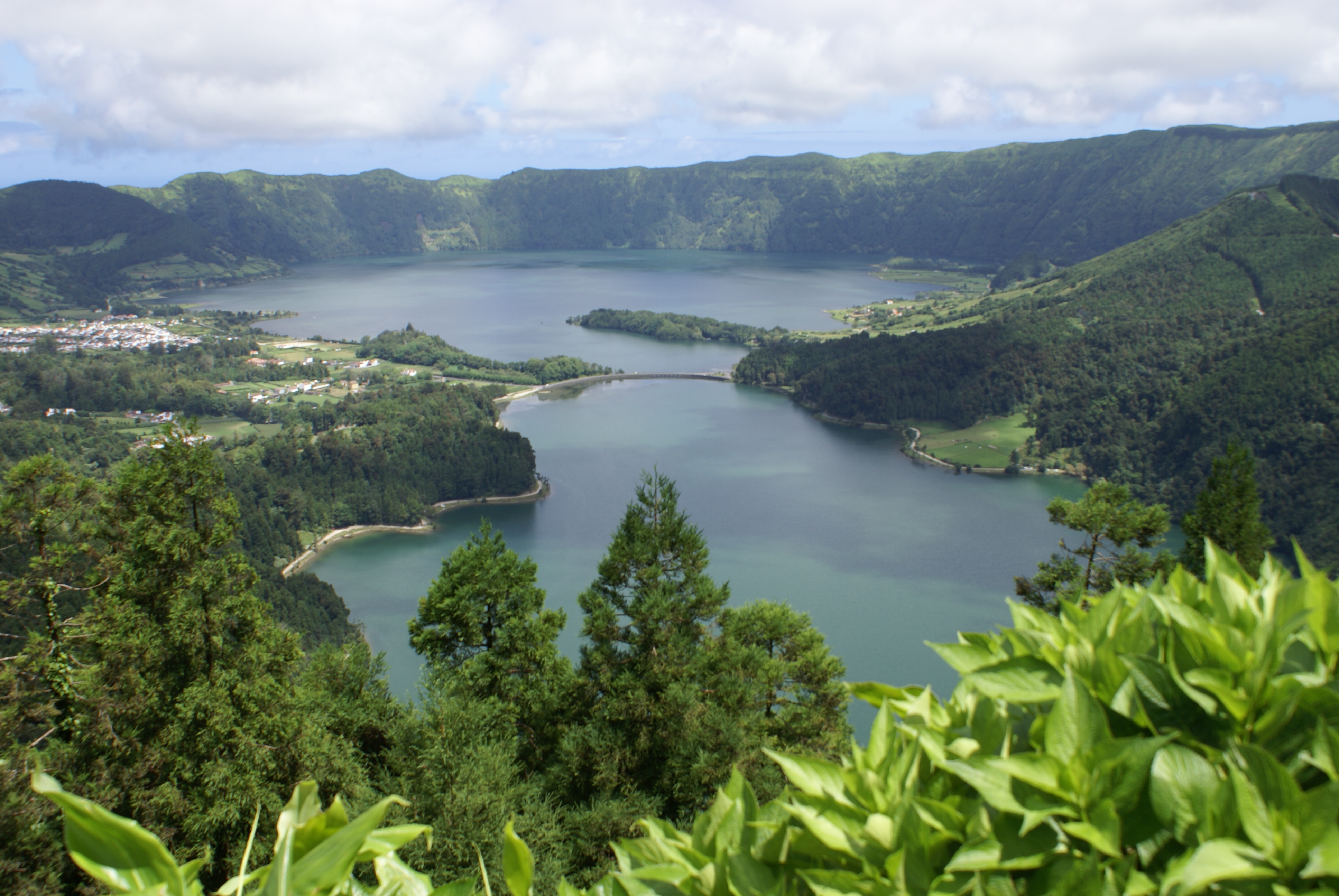
Lagoa das Sete Cidades, uma depressão localizada em Ponta Delgada, nos Açores.

A depressão é uma forma de relevo com irregularidades, que possui leve inclinação por conta do desgaste ocorrido em decorrência à ação do vento e da água (intemperismo) e altitude que pode ir de 100 a 500 metros. As depressões, podem ser formadas tanto de rochas cristalinas quanto de rochas sedimentares. Podem também ser encontradas baixas colinas. Um exemplo geral de depressão são crateras.
Depressões são regiões geográficas mais baixas do que as áreas em sua volta, sendo classificadas como depressões relativas quando acima do nível do mar e depressões absolutas quando abaixo do nível do mar. As crateras de vulcões desativados e provenientes da queda de asteroides são consideradas depressões e é muito comum a formação de lagos nestes locais.
A depressão é uma forma de relevo aplainado, onde podem ser encontradas baixas colinas. Como exemplo, podemos citar as Depressões Norte e Sul Amazônica.